# 南蘭辛 (紐約州)
南蘭辛（英語：South Lansing）是位於美國紐約州湯普金斯縣的普查規定居民點。

## 人口
根據2020年美國人口普查的數據，南蘭辛的面積為7.16平方千米，當中陸地面積為7.15平方千米，而水域面積為0.01平方千米。當地共有人口1078人，而人口密度為每平方千米150.56人。